# EPrix van Berlijn 2016
De ePrix van Berlijn 2016 werd gehouden op 21 mei 2016 op het Berlin Street Circuit. Het was de achtste race van het seizoen.
De race werd gewonnen door Sébastien Buemi voor het team Renault e.Dams. Daniel Abt werd tweede voor ABT Schaeffler Audi Sport en zijn teamgenoot Lucas di Grassi maakte het podium compleet.

## Kwalificatie
| Pos | No | Coureur             | Team                            | Q1       | Q2       | Grid |
| --- | -- | ------------------- | ------------------------------- | -------- | -------- | ---- |
| 1   | 25 | Jean-Éric Vergne    | DS Virgin Racing Formula E Team | 57.603   | 57.811   | 1    |
| 2   | 9  | Sébastien Buemi     | Renault e.Dams                  | 57.322   | 57.827   | 2    |
| 3   | 66 | Daniel Abt          | ABT Schaeffler Audi Sport       | 57.798   | 57.852   | 3    |
| 4   | 21 | Bruno Senna         | Mahindra Racing Formula E Team  | 57.591   | 58.303   | 15   |
| 5   | 23 | Nick Heidfeld       | Mahindra Racing Formula E Team  | 1:02.339 | 1:02.709 | 16   |
| 6   | 2  | Sam Bird            | DS Virgin Racing Formula E Team | 57.838   |          | 4    |
| 7   | 1  | Nelson Piquet jr.   | NEXTEV TCR Formula E Team       | 58.026   |          | 5    |
| 8   | 8  | Nicolas Prost       | Renault e.Dams                  | 58.028   |          | 6    |
| 9   | 88 | Oliver Turvey       | NEXTEV TCR Formula E Team       | 58.118   |          | 7    |
| 10  | 11 | Lucas di Grassi     | ABT Schaeffler Audi Sport       | 58.183   |          | 8    |
| 11  | 6  | Loïc Duval          | Dragon Racing                   | 58.298   |          | 9    |
| 12  | 7  | Jérôme d'Ambrosio   | Dragon Racing                   | 58.501   |          | 18   |
| 13  | 28 | Simona De Silvestro | Andretti Formula E Race Team    | 58.654   |          | 10   |
| 14  | 12 | Mike Conway         | Venturi Formula E Team          | 58.687   |          | 11   |
| 15  | 4  | Stéphane Sarrazin   | Venturi Formula E Team          | 58.740   |          | 17   |
| 16  | 27 | Robin Frijns        | Andretti Formula E Race Team    | 58.742   |          | 12   |
| 17  | 55 | René Rast           | Team Aguri                      | 58.756   |          | 13   |
| 18  | 77 | Ma Qing Hua         | Team Aguri                      | 59.301   |          | 14   |

## Race
| Pos | No | Coureur             | Team                            | Rondes | Tijd/Oorzaak uitval | Grid | Punten |
| --- | -- | ------------------- | ------------------------------- | ------ | ------------------- | ---- | ------ |
| 1   | 9  | Sébastien Buemi     | Renault e.Dams                  | 48     | 53:46.086           | 2    | 25     |
| 2   | 66 | Daniel Abt          | ABT Schaeffler Audi Sport       | 48     | +1.767              | 3    | 18     |
| 3   | 11 | Lucas di Grassi     | ABT Schaeffler Audi Sport       | 48     | +2.381              | 8    | 15     |
| 4   | 8  | Nicolas Prost       | Renault e.Dams                  | 48     | +3.328              | 6    | 12     |
| 5   | 25 | Jean-Éric Vergne    | DS Virgin Racing Formula E Team | 48     | +4.927              | 1    | 13     |
| 6   | 27 | Robin Frijns        | Andretti Formula E Race Team    | 48     | +6.501              | 12   | 8      |
| 7   | 23 | Nick Heidfeld       | Mahindra Racing Formula E Team  | 48     | +7.700              | 16   | 6      |
| 8   | 12 | Mike Conway         | Venturi Formula E Team          | 48     | +8.305              | 11   | 4      |
| 9   | 28 | Simona De Silvestro | Andretti Formula E Race Team    | 48     | +12.473             | 10   | 2      |
| 10  | 4  | Stéphane Sarrazin   | Venturi Formula E Team          | 48     | +13.241             | 17   | 1      |
| 11  | 2  | Sam Bird            | DS Virgin Racing Formula E Team | 47     | +1 ronde            | 4    |        |
| 12  | 88 | Oliver Turvey       | NEXTEV TCR Formula E Team       | 47     | +1 ronde            | 7    |        |
| 13  | 1  | Nelson Piquet jr.   | NEXTEV TCR Formula E Team       | 47     | +1 ronde            | 5    |        |
| 14  | 77 | Ma Qing Hua         | Team Aguri                      | 47     | +1 ronde            | 14   |        |
| 15  | 21 | Bruno Senna         | Mahindra Racing Formula E Team  | 46     | +2 ronden           | 15   | 2      |
| 16  | 7  | Jérôme d'Ambrosio   | Dragon Racing                   | 45     | +3 ronden           | 18   |        |
| 17  | 55 | René Rast           | Team Aguri                      | 42     | +6 ronden           | 13   |        |
| DNF | 6  | Loïc Duval          | Dragon Racing                   | 39     | Ongeluk             | 9    |        |

## Standen na de race

### Coureurs
| Positie | Rijder            | Team                            | Punten |
| ------- | ----------------- | ------------------------------- | ------ |
| 1       | Lucas di Grassi   | ABT Schaeffler Audi Sport       | 141    |
| 2       | Sébastien Buemi   | Renault e.Dams                  | 140    |
| 3       | Sam Bird          | DS Virgin Racing Formula E Team | 82     |
| 4       | Jérôme d'Ambrosio | Dragon Racing                   | 64     |
| 5       | Nicolas Prost     | Renault e.Dams                  | 62     |

### Constructeurs
| Positie | Team                            | Punten |
| ------- | ------------------------------- | ------ |
| 1       | Renault e.Dams                  | 202    |
| 2       | ABT Schaeffler Audi Sport       | 191    |
| 3       | DS Virgin Racing Formula E Team | 119    |
| 4       | Dragon Racing                   | 112    |
| 5       | Mahindra Racing Formula E Team  | 73     |